# Constance Mary Pott
Constance Mary Pott (1862–1957) fue una grabadora, escritora y maestra inglesa activa a fines del siglo XIX y el siglo XX. Trabajó muy cerca del maestro y grabador Frank Short.

## Trayectoria
Pott nació en Inglaterra en 1862 y creció en un hogar victoriano de clase media alta con su padre y su madre, la Sra. Henry Pott (1833-1915). En diciembre de 1885 la madre organizó la primera reunión de la Sociedad Francis Bacon, impresionada por sus propios descubrimientos anteriores. La Sra. Pott había estado trabajando para descifrar la letra isabelina que se encuentra en el libro de bocetos de Francis Bacon y descubrió que varias ideas y figuras retóricas del Promus también se podían encontrar en las obras de Shakespeare y concluyó que Francis Bacon era su autor secreto. Escribió el libro Quite the Gentleman.
A mediados del siglo XIX, la demanda de artesanos aumentó a medida que el sector industrial comenzó a crecer. La necesidad de artistas y artesanos estimuló la creación de escuelas de formación. Constance Mary Pott (1862-1957) asistió al Royal College of Art (RCA) una de las escuelas de capacitación en diseño industrial. Pott, como muchos de los otros estudiantes que asisten a la escuela, se sintió más atraída por las bellas artes que por el diseño y tomó una clase de grabado con la que comenzó su carrera artística. Su relación profesional con el artista Frank Short comenzó durante su tiempo en el RCA, cuando impartió la clase de grabado en 1891. Poco después de graduarse, la propia Pott comenzó a enseñar en el RCA en 1902 y fue considerada como una excelente maestra por muchos críticos y curadores de la época. 
El libro Etched in Memory: The Building and Survival of Artistic Reputation incluye muchos registros de mujeres artistas entre 1880 y 1930. Examina el renacimiento del grabado y proporciona explicaciones de por qué las mujeres tuvieron más dificultades para construir una reputación y garantizar su supervivencia en comparación con sus contemporáneos masculinos. Pott es analizada en el libro y los autores aportan que su falta de reconocimiento se debió a algunas razones diferentes. Tuvo una educación muy victoriana en la que se desanimó su autopromoción, por lo que no pudo explotar su obra de arte tanto como sus homólogos masculinos. 
Pott sobrevivió a muchos de sus compañeros y vivió 32 años más allá de la demanda máxima de artistas grabados, por lo que cuando murió, su obra de arte ya no estaba relacionada con la escena artística en ese momento. 
No llevó un registro de su obra de arte, por lo que los historiadores tuvieron dificultades para hacer un seguimiento de las impresiones que hizo. Por último, nunca se casó y tampoco tuvo hijos, por lo que su familia no pudo transmitir su legado como artista importante de la época. Murió en 1957 y dejó la mayoría de sus pertenencias a sus dos de sus hermanas, y su dinero a Johannes Matthias Daum, un exalumno suyo del Royal College of Art.